# Томас Борш
Томас Борш (нім. Thomas Borsch) — німецький ботанік. З березня 2008 року він був професором систематичної ботаніки та географії рослин у Вільному університеті Берліна та керівним директором Ботанічного саду та ботанічного музею Берлін-Далем у Вільному університеті.

## Біографія
- 1992–1994: асистент (за сумісництвом), Науково-дослідний інститут Зенкенберга, Франкфурт
- 1999–2000: асистент-дослідник, Ботанічний інститут, Боннський університет
- 2000: отримав ступінь доктора, Боннський університет
- 2000–2005: науковий асистент, Інститут Ніса, Боннський університет
- 2005–2007: приватний викладач Інституту Ніса, завідувач лабораторіями молекулярної систематики
- 2007–2008: професор з біорізноманіття та еволюції рослин Ольденбурзького університету імені Карла фон Оссецького, директор Ботанічного саду Олденбурзького університету
- 2008–понині: професор зі систематики рослин та географії рослин та директор Музею ботанічних садів та ботанічних наук Берліна, Вільний університет Берліна

Науковими інтересами Томаса Борша є: еволюція квіткових рослин, філогенетика та філогеноміка, інтегративна таксономія рослин, біогеографія, робочі процеси та стандарти для використання збірників природознавства у дослідженнях та освіті; збереження та стале використання біологічного різноманіття.